# 克雷斯頓鎮區 (北卡羅萊納州阿什縣)
克雷斯頓鎮區（英語：Creston Township）是位於美國北卡羅萊納州阿什縣的一個鎮區。

## 地方資料
克雷斯頓鎮區的面積為74.80平方千米，皆為陸地。根據2020年美國人口普查的數據，當地共有人口907人，而人口密度為每平方千米12.13人。